# موريتانيا للطيران
موريتانيا للطيران هي شركة طيران موريتانية تونسية. أنشأت يوم 18 ديسمبر 2006 في نطاق شراكة تونسية-موريتانية بالتعاون مع الخطوط التونسية.
شركة ذات رأس مال 10 ملايين دولار أمريكي تملك حاليا الخطوط التونسية نسبة 51 % من الشركة ونسبة 10% للحكومة الموريتانية.

عام 2010 تم وضع موريتانيا للطيران ضمن القائمة السوداء لشركات الطيران الممنوعة في الاتحاد الاوربي بسبب الأوضاع الأمنية التي كانت تعرفها الشركة آنذاك.

في ديسمبر 2010، تم الإعلان عن توقف عمليات ورحلات الشركة بصفة نهائية، وتم إنشاء شركة جديدة تحمل اسم الموريتانية الدولية للطيران.

## حوادث
28 يوليو 2010: طائرة تابعة لموريتانيا للطيران في رحلة رقم 620، الطائرة من من نوع بوينغ 737 المرقمة TS- IEA خرجت عن مدرج مطار كوناكري الدولي تحت أمطار شديدة، وعلى الرغم من تضرر الطائرة بشكل كبير فالحادث لم يخلف أي ضحايا، سوى بعض الاصابات الطفيفة لبعض الركاب

## الأسطول
كانت شركة موريتانيا للطيران اثناء خدمتها تشغل الاسطول التالي:
- طائرتين من نوع بوينغ 737.
- طائرة من نوع إيه تي آر 42.